# 청미천
청미천(淸渼川)은 경기도 용인시 원삼면에서 발원하여 한강으로 합류하는 대한민국의 국가하천이다. 발원지부터 응천 합류부까지는 지방하천으로, 한강 합류부까지는 국가하천으로 관리된다. 